# 일본 풋볼 리그
일본 풋볼 리그(일본어: 日本フットボールリーグ)는 1999년부터 시작된 일본의 축구 리그의 하나로서 J리그와 지역 리그의 사이에 위치하며 일본 축구 리그 시스템에서 4부에 해당한다.
약칭은 일본 축구 리그의 발족 전에 동일한 카테고리에 위치하고 있었던 재팬 풋볼 리그의 약칭인 JFL을 그대로 계승하여 JFL을 사용하고 있다. 이 둘은 같은 약칭은 사용하고 있는 탓에, 편의상 이전의 재팬 풋볼 리그를 구 JFL, 현 일본 풋볼 리그를 신 JFL이라고 부르는 경우가 있다.
재팬 풋볼 리그가 J리그를 목표로 하는 클럽들이 모인 세미 프로 리그라고 하는 성격이 짙었던 데 반하여, 일본 풋볼 리그는 순수하게 아마추어 팀의 최고봉 리그로서의 성격을 강하게 드러내고 있다. 재팬 풋볼 리그에서는 발족에서 종료하기까지의 7시즌 동안에 16팀(1999년에 J2리그 소속이 된 팀을 포함)이 J리그에 가입한 것에 반해, 개막으로부터 같은 7시즌을 비교한 경우, 일본 풋볼 리그에서는 5개팀 밖에 가입하지 않았다. 또, J리그와 같이 일본 축구 협회에서 독립된 개별의 운영주체, 즉 '사단법인 일본프로축구리그'와 같은 기관을 가지지 않고, JFA가 직접 리그의 운영을 행하고 있는 것도 JFL의 특징이다.
JFL에 참가하는 팀의 수는 시대에 따라 변화하고 있으나, 몇번에 이르는 팀 수의 증가에 의하여 2006년부터는 18개 팀에 의하여 리그가 운영되고 있다. 그 중에서 J리그로의 참가 의지가 있으며, 더불어 팀내외의 요소들에 있어서 그 기준(J리그 준가맹 기준)을 충족하고 있으면 원칙적으로는 연간 성적 4위 이내의 팀은 J리그 이사회의 승인을 얻은 후에 다음해부터 J리그에 참가하는 것이 가능하다. 반대로 하위 3개팀은 지역리그로의 강등 가능성이 있다. 강등에 대해서는 JFL로부터 다음해에 J리그로 참가하거나 다음해 JFL 참가를 포기하는 클럽의 유무에 의하여 좌우되는 면이 있으며, 그 비정규성은 해마다 일정하지 않은 것이 현재 상황이다.
JFL에 참가하는 팀은 크게 2개로 나눌 수 있다. 장래에 J리그로의 참가(팀의 프로화)를 희망하는 팀과, 그 밖의 사회인 아마추어 팀이다. 따라서 JFL에서 뛰고 있는 선수들에게도 차이가 있으며, 팀과 프로계약을 맺은 선수와 아마추어로서 뛰고 있는 선수가 혼재해 있는 것이 특징이다. 특히 J리그를 지향하는 클럽에는 프로선수가 많아 반쯤은 프로적인 성격의 팀으로 구성되어 있다.

## 역사

### 탄생
J리그가 실력별로 1, 2부제로 이행하기 위하여 1998년을 끝으로 구 JFL은 종료, 이듬해 1999년, 전년도에 참가하고 있던 팀들 중 J2에 참가하지 않았던 7개 팀과 전국지역리그 결승대회에서 우승한 요코가와덴키 축구부를 합한 8개 팀으로 일본 풋볼 리그가 발족하였다.
그 후, 신생팀 요코하마 FC가 특례로써 JFL로부터 준회원 자격으로 참가하는 것이 인정되어, 제 1회 리그에는 합계 9개팀에 의하여 행해지게 되었다.

### 클럽 수의 변천
원년 당시 9개 팀으로 시작한 JFL은, 그 후로도 참가 희망 팀을 받아들여 리그 참가 클럽 수를 꾸준히 늘여왔다.
먼저 제 2회인 2000년에는, 미토 홀리호크가 J2참가에 의하여 1팀 줄어든 것에 반해, 지역 리그로부터 4팀이 승격하여 12개팀 체제가 되었다.
제 3회인 2001년에는 요코하마 FC의 J2 승격으로 인하여 1팀이 줄어든 반면, 지역 리그로부터 5팀이 승격하여 16클럽에 의한 리그 체제를 갖추었다. 이후 제 7회의 2005년까지 기본적으로 이 16클럽의 리그 구성이 유지되었다.
다만 예외로써 2002년도의 제 4회 JFL에서는, 2002년 FIFA 월드컵의 영향에 의하여 18개팀에 의한 홈 앤 어웨이 방식이 아닌 1회전 단일 리그 경기라고 하는 변칙적인 운영을 하게 된 바 있다. 이 예외적인 조치는 2002년 시즌에만 해당하여, 이듬해 2003년부터 2005년까지의 3시즌간은 다시 16클럽에 의하여 운영되었다.
2006년부터는 J리그 참가를 희망하는 클럽의 증가를 받아들여, 지금까지의 16팀에서 18팀으로 확대되었다.

### 우승 팀
당초 2년간은 요코하마 FC가 구 JFL시대를 포함하여 최초의 연패를 달성하였으나, 그 후로 혼다 FC를 시작으로, 사가와큐빈토쿄축구부(佐川急便東京サッカー部), 사가와큐빈오사카축구부(佐川急便大阪サッカー部), YKK축구부(YKKサッカー部 현・YKK AP 축구부(YKK APサッカー部)), 오츠카FC(大塚FC 현・도쿠시마 보르티스(徳島ヴォルティス)) 등의 아마추어 팀에 의하여 우승 쟁탈전이 펼쳐졌다. 이들 중 제3회, 제4회는 혼다FC가 2년 연속으로 우승하였다. 당시가 JFL에 있어서의 아마추어 팀의 절정기였다.
이 움직임에 변화를 가져온 것이 2003년도의 제5회 JFL을 우승한 오츠카FC이다. 오츠카는 아마추어 팀으로서의 체제를 취하고 있었으나, 2003년에 J리그 승격을 목표로 하는 것이 명확해지자, 이듬해 2004년에는 2년 연속 우승을 이루어 J리그 입성에 큰 계기를 이루었다.
이 무렵부터 J리그를 지향하는 팀이 서서히 실력을 키우기 시작하여, 아마추어 팀의 아성을 무너뜨리기 시작하였다.

### J리그로의 승격
원칙적으로는 해당 년도의 JFL에 있어서의 상위 2개팀은 J리그 참가 의사가 있을 경우, J리그에 참가하는 자격을 얻는 것이 가능하다. 다만, J리그로의 참가 의사가 없는 팀이나 준회원 자격의 클럽이 상위를 점한 경우에는 3위이더라도 자격을 얻는 경우가 있다(미토 홀리호크(水戸ホーリーホック), 자스파구사츠(ザスパ草津) 등).
JFL에서 J리그로 참가하였던 팀은 1999년 미토 홀리호크(水戸ホーリーホック), 이듬해 2000년의 요코하마 FC(横浜FC)로 연속하여 있었으나, 그 후 2004년에 오츠카FC(大塚FC)와 자스파 쿠사츠(ザスパ草津)가 J리그로 참가하게 될 때까지 3년간의 공백이 있었다.
그 동안, JFL의 상위 클럽들 중에도 J리그 참가를 희망하는 팀은 나타나지 않아 J리그 클럽수가 고정되는 상태가 이어졌으나, 2004년에 도쿠시마 보르티스(徳島ヴォルティス)・자스파 구사츠(ザスパ草津)가 J리그로의 승격을 달성하자, JFL에 소속하고 있는 여타 클럽에서도 J리그 참가를 목표로 하는 팀들이 나타나기 시작하였다.
이것에 의해, J리그 참가를 목표로 하는 팀들이 종래 JFL에서 상위를 점하고 있던 혼다FC(ホンダFC) 등의 아마추어 팀들의 성적을 웃돌게 되었다. 이것은 종래 JFL이 지향하는 아마추어 국내 최고봉의 리그라고 하는 성격이 변하는 사건이었다.
2006년부터는 J리그 준가맹 제도가 설치되었다(구JFL 시대에도 이것과 비슷한 'J리그 준회원'제도가 있었다).
2007년부터는 J리그 준가맹으로 JFL 연간순위가 4위 이내라면 J리그에 참가할 자격이 주어진다(단, J2소속 클럽 수가 22팀이 될때까지의 잠정조치).
2012년 J리그 디비전 2와의 승강제 실시로 V-바렌 나가사키가 J2로 승격되고 마치다 젤비아가 일본 풋볼 리그로 강등되기도 했다.
2014년 J3리그의 창설로 일본 풋볼 리그에 참여하고 있던 J리그 준가맹 클럽들이 J3에 참여하게 되었으며 자동적으로 리그시스템에서 4부에 해당하는 리그가 되었다.

## 클럽

### 2025 시즌 참가 클럽
- 라인미어 아오모리
- 크리아상 신주쿠
- 요코가와 무사시노 FC
- 브리오베카 우라야스 이치카와
- 혼다 FC
- FC 마르야스 오카자키
- 아틀레티코 스즈카
- 뷔어틴 미에
- 레이락 시가 FC
- FC 티아모 히라카타
- 이와테 그루자 모리오카
- 아스카 FC
- 베르스파 오이타
- 미네베아 미츠미 FC
- 오키나와 SV
- YSCC 요코하마

## 전적

### 1999년~2013년
| 시즌 | 우승                 | 준우승                    | 다음 시즌 J2로 승격 | 이전 시즌 지역 리그에서 승격                                                | 다음 시즌 지역 리그로 강등 및 해산                                               |
| ---- | -------------------- | ------------------------- | --- | --------------------------------------------------------------------------- | -------------------------------------------------------------------------------- |
| 1999 | 요코하마 FC          | 혼다 FC                   | 미토 홀리호크 | 요코가와 전기                                                               | (없음)                                                                           |
| 2000 | 요코하마 FC          | 혼다 FC                   | 요코하마 FC | 도치기 SC 시즈오카 산업대학 FC 알로스 호쿠리쿠 FC 교켄                      | (없음)                                                                           |
| 2001 | 혼다 FC              | 오츠카 제약 FC            | (없음) | 사가와 익스프레스 도쿄 SC YKK AP FC SC 돗토리 에히메 FC NTT 서일본 구마모토 | (없음)                                                                           |
| 2002 | 혼다 FC              | 사가와 익스프레스 도쿄 SC | (없음) | 사가와 익스프레스 오사카 SC 프로페서 미야자키                               | 시즈오카 산업대학 FC 알루에트 구마모토 프로페서 미야자키                         |
| 2003 | 오츠카 제약 FC       | 혼다 FC                   | (없음) | 사가와 인쇄 SC                                                              | Jatco FC (해산) FC 교토 BAMB 1993                                                |
| 2004 | 오츠카 제약 FC       | 혼다 FC                   | 오츠카 제약 FC 자스파 구사쓰 | 자스파 구사쓰 군마 호리코시                                                 | 고쿠시칸대학 FC (퇴출)1                                                          |
| 2005 | 에히메 FC            | YKK AP FC                 | 에히메 FC | 유통경제대학 FC 미쓰비시 모터스 미즈시마 FC 혼다 록 SC                      | (없음)                                                                           |
| 2006 | 혼다 FC              | 사가와 익스프레스 도쿄 FC | (없음) | 제프 유나이티드 B 로소 구마모토 FC 류큐                                     | 혼다 록 SC 사가와 익스프레스 도쿄 SC (해산)2 사가와 익스프레스 오사카 SC (해산)2 |
| 2007 | 사가와 익스프레스 SC | 로소 구가모토             | 로소 구마모토 FC 기후 | TDK FC FC 기후                                                              | 알로스 호쿠리쿠 (해산)3 YKK AP FC (해산)3                                        |
| 2008 | 혼다 FC              | 도치기 SC                 | 도치기 SC 파지아노 오카야마 카탈레 도야마 | 파지아노 오카야마 뉴 웨이브 기타큐슈 MIO 비와코 구사쓰                      | (없음)                                                                           |
| 2009 | 사가와 시가 FC       | 요코가와 무사시노 FC      | 뉴 웨이브 기타큐슈 | 마치다 젤비아 V바렌 나가사키 혼다 록 SC                                     | 미쓰비시 모터스 미즈시마 FC (자진강등) FC 카리야                                 |
| 2010 | 가이나레 돗토리      | 사가와 시가 FC            | 가이나레 돗토리 | 마쓰모토 야마가 FC 히타치 도치기 우바 츠바이겐 가나자와                     | 유통경제대학 FC                                                                  |
| 2011 | 사가와 시가 FC       | AC 나가노 파르세이루      | 마치다 젤비아 마쓰모토 야마가 FC | 카마타마레 사누키 AC 나가노 파르세이루                                      | 제프 리저브즈 (해산) 아르테 다카사키 (탈퇴)                                      |
| 2012 | V-바렌 나가사키      | AC 나가노 파르세이루      | V-바렌 나가사키 | YSCC 후지에다 MYFC 호요 AC 엘란 오이타                                      | 사가와 시가 FC (탈퇴)                                                            |
| 2013 | 나가노 파르세이루    | 카마타마레 사누키         | 카마타마레 사누키 | SC 사가미하라 후쿠시마 유나이티드                                           | (없음)                                                                           |
| 2013 | 나가노 파르세이루    | 카마타마레 사누키         | 다음 팀들이 J3에 새로 참가하게 되었다: FC 류큐, SC 사가미하라, YSCC, 나가노 파르세이루, 마치다 젤비아, 블라우블리츠 아키타, 츠바이겐 가나자와, 후지에다 MYFC, 후쿠시마 유나이티드 |                                                                             |                                                                                  |

참고
1. 2004년에 소속 선수 15명이 성추문에 연루되면서 강제퇴출되었다.  보관됨 2012-10-16 - 웨이백 머신
2. 사가와 익스프레스 SC으로 통합되었다.
3. 카탈레 도야마로 통합되었다.

### 2014년~
| 시즌 | 우승            | 준우승                 | 다음 시즌 J3로 승격    | 이전 시즌 지역 리그에서 승격                                                                                          | 다음 시즌 지역 리그로 강등 및 해산 |
| ---- | --------------- | ---------------------- | ---------------------- | --- | ---------------------------------- |
| 2014 | 혼다 FC         | SP 교토                | 레노파 야마구치        | 가고시마 유나이티드 FC 레노파 야마구치 마루야스 공업 SC 반라우레 하치노헤 아술 클라로 누마즈 파지아노 오카야마 넥스트 |                                    |
| 2015 | 소니 센다이 FC  | 반라우레 하치노헤      | 가고시마 유나이티드 FC | 나라 클럽 FC 오사카 류츠 케이자이 드래곤즈                                                                            | SP 교토 (해체)                     |
| 2016 | 혼다 FC         | 류츠 케이자이 드래곤즈 | 아술 클라로 누마즈     | 레인미어 아오모리 브리오베카 우라야스                                                                                 | 파지아노 오카야마 다음 (해체)      |
| 2017 | 혼다 FC         | 레인미어 아오모리      |                        | FC 이마바리 베어티엔 미에                                                                                             | 브리오베카 우라야스 도치기 우바    |
| 2018 | 혼다 FC         | FC 오사카              | 반라우레 하치노헤      | 코발토레 오나가와 테게바자로 미야자키                                                                                 | 코발토레 오나가와                  |
| 2019 | 혼다 FC         | 소니 센다이 FC         | FC 이마바리            | 마쓰에 시티 FC 스즈카 언리미티드                                                                                      | 류츠 케이자이 드래곤즈             |
| 2020 | 베르스파 오이타 | 테게바자로 미야자키    | 테게바자로 미야자키    | 이와키 FC 고치 유나이티드 SC                                                                                          |                                    |
| 2021 | 이와키 FC       | 혼다 FC                | 이와키 FC              | FC 티아모 히라카타 FC 카리야                                                                                          | FC 카리야                          |
| 2022 | 나라 클럽       | FC 오사카              | 나라 클럽 FC 오사카    | 크리아카오 신주쿠 |                                    |
| 2023 |                 |                        |                        | 브리오베카 우라야스 오키나와 SV                                                                                       |                                    |

## 같이 보기
- 일본 축구 협회
- 일본의 축구 리그 시스템
- J리그
- 일본 지역 리그
- 슈퍼컵 (일본)
- 천황배 JFA 전일본 축구선수권대회
- J리그컵
- F.리그